# Ouistreham
Ouistreham là một xã ở tỉnh Calvados, thuộc vùng Normandie ở tây bắc nước Pháp.

## Dân số
| Năm | 1962 | 1968 | 1975 | 1982 | 1990 | 1999 | 2007 |
| --- | ---- | ---- | ---- | ---- | ---- | ---- | ---- |
| Dân số | 4780 | 5223 | 6140 | 6310 | 6709 | 8679 | 8759 |
| From the year 1962 on: No double counting—residents of multiple communes (e.g. students and military personnel) are counted only once. |      |      |      |      |      |      |      |

| 0 - 19 ans | 20 - 39 ans | 40 - 59 ans | 60 - 74 ans | + de 75 ans |
| ---------- | ----------- | ----------- | ----------- | ----------- |
| 22,8%      | 25,7%       | 23,9%       | 16,4%       | 11,1%       |

## Articles connexes
- Xã của tỉnh Calvados